# Župančiči
Župančiči este o localitate din comuna Koper, Slovenia, cu o populație de 34 de locuitori.